# 루 설리번
루이스 그레이던 설리번(영어: Louis Graydon Sullivan, 1951년 6월 16일 ~ 1991년 3월 2일)은 트랜스젠더 남성의 권리를 위해 활동한 미국의 작가이자 운동가이다. 공개적으로 동성애자임을 밝힌 최초의 트랜스젠더 남성으로 알려져 있으며, 성적 지향과 성정체성이 서로 구별되는 독립적인 개념이라는 현대적 이해의 토대를 마련한 인물로 평가받는다.
설리번은 풀뿌리 여성-남성 전환(FTM) 운동의 선구자였으며, 성별 불쾌감 클리닉 외부에서 개인들이 동료 지원, 상담, 내분비 서비스, 재건 수술을 받을 수 있도록 돕는 데 중추적인 역할을 했다. 그는 FTM 개인들을 위한 최초의 조직 중 하나인 FTM 인터내셔널을 설립했다. 그의 운동과 공동체 활동은 1980년대 후반 FTM 공동체의 급속한 성장에 크게 기여했다.

## 어린 시절
설리번은 위스콘신주 밀워키에서 성장했다. 매우 종교적인 가톨릭 가정에서 여섯 자녀 중 셋째로 태어났으며, 가톨릭 초등학교와 중등학교를 다녔다. 설리번은 10살 때부터 일기를 쓰기 시작했는데, 어린 시절 자신이 소년이라고 생각했던 것, 혼란스러웠던 청소년기, 동성애 남성으로서의 성적 환상, 밀워키 음악 현장에서의 활동 등을 기록했다. 청소년기 동안 그는 자신의 정체성에 대해 계속해서 혼란을 겪었다. 1966년 15세 때 그는 이렇게 적었다. "나는 내가 어떤 사람인지 보여주고 싶지만, 나 같은 사람이 어떻게 생겼는지 모르겠다. 즉, 사람들이 나를 볼 때 '저 사람은 행복에 대한 자신만의 해석을 가진 사람 중 하나구나.'라고 생각하길 바란다. 그게 바로 나다."
설리번은 다양한 성 역할을 연기하는 아이디어에 매력을 느꼈고, 남성 역할에 대한 그의 관심은 그의 단편 소설, 시, 일기 등의 글에 드러나 있다. 그는 특히 남성 동성애와 성정체성의 개념을 자주 탐구했다. 17세에 그는 스스로를 "여성적"이라고 묘사하는 남성 연인과 관계를 시작했고, 둘은 함께 성역할과 성정체성의 경계를 넘나드는 실험을 했다.

## 전환과 성인기
1973년, 설리번은 자신을 "여성 복장도착자"로 규정했고, 1975년에는 "여성에서 남성으로의 성전환자"로 정체화했다. 1975년, 설리번은 밀워키를 떠나 "더 많은 이해"를 구하고 성전환을 위한 호르몬을 구할 수 있는 곳으로 가야 한다는 것을 깨닫고 샌프란시스코로 이주하기로 결정했다. 그의 가족은 이사를 지지했고, 작별 선물로 "멋진 남성용 정장과 할아버지의 회중시계"를 주었다.
샌프란시스코에 도착한 설리번은 윌슨 스포팅 굿 컴퍼니에서 일하기 시작했다. 그곳에서 그는 여성으로 고용되었지만 대부분의 시간을 남성으로 크로스드레싱하며 보냈다. 사생활에서 설리번은 커밍아웃한 게이 남성으로 살았지만, 당시의 통념상 트랜스젠더는 이성애자적인 반대 성별의 성역할을 채택해야 한다는 기대 때문에 그의 성적 지향을 이유로 성전환 수술(SRS)을 거듭 거부당했다. 이러한 거부는 설리번으로 하여금 SRS의 금기사항 목록에서 동성애를 제거하기 위한 운동을 시작하게 만들었다.
1976년, 설리번은 자신이 게이 남성이라고 선언한 것을 근거로 스탠포드 대학에서 거부당한 후 심각한 성정체성의 위기를 겪었고, 이후 3년 동안 여성스러운 이성애자 여성으로 살았다. 설리번이 여성적으로 행동하며 살아가려 노력하는 동안, 1976년 신문 기사를 통해 도리스 리처즈로 알려졌던 트랜스젠더 교사 스티브 데인이 겪은 어려움을 알게 되었다. 1978년에는 막내 동생의 죽음으로 큰 충격을 받았다.
1979년 설리번과 데인은 만날 수 있었고, 데인은 설리번에게 성전환을 진행하도록 격려했다. 그리하여 1979년, 설리번은 마침내 그의 성적 지향성을 수용하는 의사와 치료사를 찾을 수 있었고, 이전의 대학 기반 모순된 진단 기준에도 불구하고 테스토스테론 투여를 시작했다. 1년 후 설리번은 양쪽 유방 절제술을 받았다. 그는 이전 직장을 떠나 애틀랜틱-리치필드 컴퍼니에서 엔지니어링 기술자로 일하기 시작했고, 이를 통해 새로운 동료들과 함께 남성으로서의 새로운 정체성을 완전히 받아들일 수 있었다.
1986년, 설리번은 성기 재건 수술을 받았다. 수술 직후 그는 HIV 양성 판정을 받았고, 10개월밖에 살지 못할 것이라는 진단을 받았다. 설리번은 에이즈에 걸린 것으로 알려진 최초의 트랜스 남성이었다. 그가 HIV에 감염된 것은 1980년, 가슴 수술 직후였을 가능성이 높다. 그는 이렇게 적었다. "성별 클리닉에 내가 게이 남성으로 살 수 없다고 말했지만, 게이 남성으로 죽게 될 것 같다고 알려주는 데 어떤 즐거움을 느꼈다." 설리번은 1991년 3월 2일 에이즈 관련 합병증으로 사망했다.
수전 스트라이커의 《트랜스젠더의 역사》에서는 루의 생애 마지막 단계가 서술되어 있다. 스트라이커는 이렇게 말했다. "그의 진단이 확정되었을 당시, 에이즈 환자의 평균 생존 기간은 약 2년 정도였다. 설리번은 5년을 살았고, 마지막 순간까지 비교적 건강한 상태를 유지했다. 그는 마지막 몇 년 동안 에이즈 약물 임상시험에 참여하고, 잭 갈랜드에 대한 책을 완성했으며, FTM 그룹과 역사 학회를 계속 육성했다. 그러나 설리번의 마지막 운동은 HBIGDA 회원들과 《정신질환의 진단 및 통계 편람》의 다음 판에서 성정체성 장애(GID)의 정의를 재검토하는 위원회에게 동성애 트랜스젠더가 존재하지 않는다는 가정에 기반한 진단 기준에서 '동성애적 지향'을 제외하도록 설득하는 것이었다. 설리번은 1994년에 그 변화가 일어나는 것을 보지 못했지만, 자신의 노력이 성학 문헌의 개정에 기여하고 있다는 것을 알고 위안을 얻었다."
설리번은 평생 일기를 작성했으며, 선별된 발췌문이 2019년 《우리는 둘 다 즐겁게 웃었다》(We Both Laughed in Pleasure, 영국에서는 《영맨》으로 제목 변경)라는 제목으로 출간되었다.

## 운동과 공동체 기여
설리번은 트랜스 남성을 위한 최초의 안내서 중 하나인 《FTM 뉴스레터》를 저술했으며, 샌프란시스코의 FTM 잭 비 갈랜드의 전기도 집필했다. 그는 남성에게 끌리는 트랜스 남성의 존재를 입증하는 데 중요한 역할을 했다. 루 설리번은 트랜스젠더 문제를 다루는 조직인 제이너스 정보 시설을 통해 동료 상담을 시작했다. 또한 그는 남성 의복의 에로티시즘에 대해 최초로 논의한 인물로 평가받는다.

### 《더 게이트웨이》의 편집자
설리번은 트랜스젠더를 위한 최초의 사회/교육 조직 중 하나이며 FTM 성전환자들에게 지원을 제공한 골든 게이트 걸스/가이즈 조직(후에 게이트웨이 젠더 얼라이언스로 개명)에서 활발히 활동했으며, 실제로 그 이름에 "가이즈"를 추가하도록 성공적으로 청원한 바 있다. 1979년 7월부터 1980년 10월까지 설리번은 골든 게이트 걸스/가이즈가 발행한 "복장도착증과 성전환증에 대한 뉴스와 정보"를 다루는 뉴스레터인 《더 게이트웨이》를 편집했다. 원래는 주로 MTF와 복장도착자 독자들의 요구에 초점을 맞추고 있었고 "소도시 신문과 비슷한" 내용이었지만, 설리번의 편집 하에 MTF와 FTM 이슈 사이의 성별 균형을 더 잘 이루게 되었다. 메건 로러에 따르면, 설리번은 "《게이트웨이》를 FTM 멘토링을 영원히 바꿀 방식으로 변화시켰다". 왜냐하면 트랜스 사람들이 직접 모임에 참석하지 않고도 패싱하는 방법에 대한 정보를 얻을 수 있게 되었기 때문이다.

### GLBT 역사 학회
설리번은 샌프란시스코의 GLBT 역사 학회(이전 명칭: 게이 앤 레즈비언 역사 학회)의 창립 멤버이자 이사회 멤버였다. 그의 개인 및 운동가로서의 문서는 이 기관의 아카이브에 컬렉션 번호 1991-07로 보존되어 있다. 이 문서들은 완전히 정리되어 연구자들이 이용할 수 있으며, 찾아보기 도구는 온라인 캘리포니아 아카이브에 게시되어 있다. 역사 학회는 설리번의 문서에서 선별된 자료들을 여러 전시회에서 선보였다. 특히 "맨-이-페스트: 1976년부터 2009년까지의 샌프란시스코 FTM 멘토링"이라는 전시회는 2010년 대부분의 기간 동안 샌프란시스코 미션 가 657번지에 있는 학회 본부의 두 번째 갤러리에서 공개되었다. 또한 2011년 1월 샌프란시스코의 카스트로 지구에 있는 학회의 GLBT 역사 박물관 주 갤러리에서 개막한 "우리의 광대한 퀴어 과거: 샌프란시스코 GLBT 역사 기념"이라는 데뷔 전시회에서도 그의 자료들이 전시되었다.

### 게이 트랜스 남성 인정을 위한 로비 활동
맥스 울프 발레리오는 이렇게 말했다. "루는 작가였고 진실이라고 생각하는 것을 위해 맞설 수 있는 사람이었다. 그는 이것이 허용되거나 인정되기도 전에 게이 성전환 남성이었다. 그는 또한 그것을 바꾸는 데 도움을 준 사람이며, 이제 성전환을 시작하고 싶다면 게이인 것은 더 이상 문제가 되지 않는다."
설리번은 미국정신의학협회와 세계 트랜스젠더 건강 전문가 협회에 게이 트랜스 남성으로서 자신의 존재를 인정해 줄 것을 로비했다. 그는 트랜스 게이 남성에 대한 사람들의 태도를 바꾸기로 결심했지만, 또한 성정체성 장애의 기준에서 성적 지향을 제거함으로써 전환 과정의 의료적 절차를 변경하여 게이인 트랜스 남성들도 호르몬과 수술에 접근할 수 있게 하고, 본질적으로 그 과정을 "지향성에 구애받지 않게" 만들고자 했다.

## 영예
2019년 6월, 설리번은 뉴욕시 스톤월 인에 위치한 스톤월 국립기념물(SNM) 내 국립 LGBTQ 명예의 벽에 최초로 헌정된 50명의 미국인 "개척자, 선구자, 영웅" 중 한 명으로 선정되었다. SNM은 LGBTQ 권리와 역사에 헌정된 미국 최초의 국립기념물이며, 이 명예의 벽 제막식은 스톤월 항쟁 50주년을 기념하여 진행되었다.
2019년 8월, 설리번은 샌프란시스코 캐스트로 지역의 명예의 거리인 레인보우 명예의 거리에 헌정된 수상자 중 한 명이 되었다. 이 거리는 "자신의 분야에서 중요한 공헌을 한" LGBTQ 인물들을 기리는 곳이다.

## 저작
- "A Transvestite Answers a Feminist" in Gay People's Union News (1973)
- "Looking Towards Transvestite Liberation" in Gay People's Union News (1974)
- Female to Male Cross Dresser and Transsexual (1980)
- Information for the Female to Male Cross Dresser and Transsexual (1990)[29]
- From Female To Male: The Life of Jack Bee Garland (1990)[30]
- We Both Laughed in Pleasure: The Selected Diaries of Lou Sullivan 1961-1991. (2019). Edited by Ellis Martin and Zach Ozma

## 더 읽어보기
- Smith, Brice (2017). Lou Sullivan: Daring to be a Man Among Men. Transgress Press. ISBN 9780998252117
- Martin, Ellis and Ozma, Zach (editors) (2019). We Both Laughed in Pleasure: The Selected Diaries of Lou Sullivan 1961--1991. Nightboat Books. ISBN 9781643620176